# Kódima
Kódima (en ucraniano: Кодима, romanizado: Kódyma) es una ciudad ucraniana perteneciente al óblast de Odesa. Situado en el suroeste del país, es parte del raión de Podilsk y del municipio (hromada) homónimo.

## Toponimia
El nombre del asentamiento en ruso es Kódima (en ruso: Кодыма) y en rumano: Codâma. Se cree que la etimología de Kodyma es de origen túrquico y significa un lugar inferior saturado de agua.

## Geografía
Kódima es parte de la región histórica de Podolia, a orillas del río Kódima y 217 km al noroeste de Odesa y 136 km al sur de Vínnitsa.

## Historia
En mapas del siglo XVI de Wenceslaus Grodecki hay una región identificada como "Codima solitudo, uastissima" (un desierto muy extenso). El área está ubicada alrededor del curso medio del río Bug Occidental. Desde la antigüedad, Kódima ha sido famosa por sus jardines y colmenares.
En el diccionario geográfico polaco (Słownik geograficzny) se menciona como una pequeña ciudad (miasteczko) en el condado de Balta. La fecha de fundación de la ciudad se establece como 1754, sin embargo, según el Diccionario Geográfico, Kódima ya existía antes y pertenecía a la familia de Zamoyski. Más tarde se transfirió a la familia de Koniecpolski después de que Johanna Barabara Zamoyska se casara con Aleksander Koniecpolski.
En 1694, los cosacos de Semen Paliy derrotaron a un ejército tártaro en la batalla de Kódima. La ciudad moderna de Kodyma fue fundada por Józef Lubomirski, hijo de Jerzy Aleksander Lubomirski, en 1754. Cuando esta región fue capturada por el Imperio ruso, el área en el área de Kódima comenzó a ser poblada intensamente por inmigrantes ucranianos de las regiones central e incluso del norte como la gobernación de Chernígov. El papel de Kódima creció aún más cuando en 1870 se convirtió en una estación de ferrocarril y podía transportar grandes cantidades de pan y ganado desde los pueblos de los alrededores de Moldavia y Vínnitsa.
Entre 1924 y 1940, la ciudad formó parte de la República Socialista Soviética Autónoma de Moldavia. Durante el Holodomor (1932-1933), murieron al menos 9 habitantes de la ciudad. El pueblo de Kódima fue elevado a la categoría de asentamiento urbano en 1938 y luego a la de ciudad en 1979.
Durante la Segunda Guerra Mundial en Kódima el 1 de agosto de 1941 por oficiales de la XXX  Cuerpo de Ejército de la Wehrmacht solicitó al SS-Einsatzkommando 10a que llevara a cabo tiroteos masivos y arrestos de rehenes para frustrar los planes de judíos y bolcheviques de incendiar tiendas de cosecha y emboscar a las tropas alemanas, según informó un presunto informante ucraniano. Alrededor de 400 personas de todas las edades y géneros fueron detenidas en el barrio judío de Kódima, y alrededor de un centenar de ellas fueron fusiladas en el acto. Del resto, 170 personas fueron retenidas como rehenes y la comunidad tuvo que pagar su comida. También se produjeron dos ejecuciones masivas de judíos (30 de agosto de 1941 y 12 de enero de 1942) y pogromos masivos en los barrios judíos. En el tiempo que fue ocupada por el Eje, Kódima fue parte de la gobernación de Transnistria del reino de Rumania hasta su liberación por el Ejército Rojo el 22 de marzo de 1944.
Kódima fue el centro del raión de Kódima hasta 2020, año en el que se hizo una reforma administrativa que redujo el número de raiónes del óblast de Odesa a siete, y el asentamiento pasó a ser parte del raión de Podilsk.

## Demografía
La evolución de la población de Kódima entre 1939 y 2022 fue la siguiente:
| 6418                                                          | 6855 | 8929 | 10 919 | 11 531 | 9634 | 9344 | 8932 | 8865 | 8698 | 8729 | 8404 |
| (Fuente: Cities & Towns of Ukraine y UKRAINE: Größere Städte) |      |      |        |        |      |      |      |      |      |      |      |

Según el censo de 2001, el 91% de la población son ucranianos, el 4,7% son rusos y el resto de minorías son principalmente rumanos (2,7%). En cuanto al idioma, la lengua materna de la mayoría de los habitantes, el 92,95%, es el ucraniano; del 6,32% es el ruso. En el censo de 1939, el 66,5% de la población era ucranianos; el 25,6%, judíos; el 5,4%, rusos y el 1,2%, rumanos.

## Infraestructura

### Transporte
Kódima tiene una estación de tren en el ferrocarril Kiev-Odesa.

## Personas ilustres
- Stanisław Skalski (1915-2004): piloto militar polaco que combatió en la Segunda Guerra Mundial.